# Manuel Antonio Muñoz Borrero
Manuel Antonio Muñoz Borrero, född 25 december 1891 i Cuenca i Ecuador, död 1976 i Mexiko var en ecuadoriansk diplomat.
Manuel Antonio Muñoz Borrero var son till diplomaten Alberto Muñoz Vernaza och Tereza Borrero. Han utbildade sig till jurist vid universitetet i Bogotá och disputerade i juridik 1920. Han blev Ecuadors generalkonsul i Stockholm 1931 och var det tills han avskedades 1942. Han bodde sedan kvar i Sverige till 1961.
Med hjälp av Chiles konsultat i Stockholm utfärdade han 1941 omkring 80 pass till polacker som kommit till Turkiet, flertalet av dem judar, vilket ledde till att blev avskedad i januari 1942. Ingen ersättare sändes dock hit, och svenska regeringen tog inte ambassadens dokument i besittning, vilket hade begärts av den ecuadorianska regeringen. Manuel Antonio Muñoz Borrero fortsatte därför, på begäran av den mosaiska församlingen i Stockholm och Hillel Storch att mot sin regerings order utfärda ecuadorianska pass till judar i Europa.
Han fick postumt utmärkelsen Rättfärdig bland folken av israeliska Yad Vashem 2011.
Han hade en son, född 1946, som växte upp i Sverige.